# Trophée des grimpeurs
Le Trophée des grimpeurs ou la Polymultipliée, dénommée ainsi jusqu'en 1970, est une course cycliste française créée en 1913 à Chanteloup-les-Vignes et qui s'est déroulé ensuite à Sens dans l'Yonne puis a été de nouveau organisée  à Chanteloup et enfin a été déplacée sur les hauteurs des villes d'Argenteuil et de Sannois dans le département du Val-d'Oise. Depuis 2009, cette course qui faisait partie de la Coupe de France n'est plus organisée. 
Le nom de la Polymultipliée est associée depuis une vingtaine d'années à la ville de Saint-Martin-de-Landelles dans la Manche. Cette épreuve nommée « Poly Normande » a été créée par l'ancien speaker du Tour de France Daniel Mangeas. Tout d'abord critérium d'après Tour, en 2003, cette compétition intégra le circuit de la Coupe de France. Courue en fin juillet-début août cette course se dispute maintenant en ligne au départ d'Avranches. On organisait également dans les années 1960 une Polymultipliée lyonnaise.

## Origine
C'est Louis Roudaire qui y pensa, la réglementa et l'organisa, pour la première fois le 6 avril 1913 à Chanteloup-les-Vignes. L. Roudaire avait fondé, en 1910, une petite revue bimestrielle : Le Cyclotouriste, que la Grande guerre stoppa et qui ne revit pas le jour. Louis Roudaire œuvrait aussi au sein de l'Audax Club parisien et collaborait aussi à L'Auto.
Dans la première édition, la suggestion d'une catégorie pour les coureurs et une autre pour les amateurs n'ayant pas été retenue, tout le monde partit en même temps. La « poly » fut patronnée par le Touring-Club de France, L'Auto, l'Audax Club parisien, le Cyclo-Touring Club et l'Union des cyclistes de Paris.
L'itinéraire retenu est formé par un circuit de 10 km environ, dans la région du confluent de l'Oise et de la Seine, passant par Chanteloup, les hauteurs de l'Hautil, avec une côte très dure et la descente sur Maurecourt puis retour vers Chanteloup.  Parcours effectué dix fois, entre 7 heures et midi, descente de vélo et marche à pied rigoureusement interdite.
Plus de mille cinq cents francs de prix furent offerts, ainsi que des médailles. Les bicyclettes à boyaux des coureurs, munies de freins à tenailles, moyeux à 2 ou 3 vitesses, jantes et garde-boue en bois, pesaient, en moyenne, 13 kilos. Les autres atteignaient 16 à 17 kg ; ce poids provenait de l'équipement plus solide des machines.
Le vainqueur fut Fusier, 103 km en 4 heures et 3 minutes, sur cycle Peugeot, dérailleur Armstrong. On ne retrouva à l'arrivée que seize concurrents. Sur leurs machines, on relève : 8 moyeux à 3 vitesses, 3 moyeux à 2 vitesses, 3 systèmes bi-chaîne Marant, 2 systèmes Loubeyre.

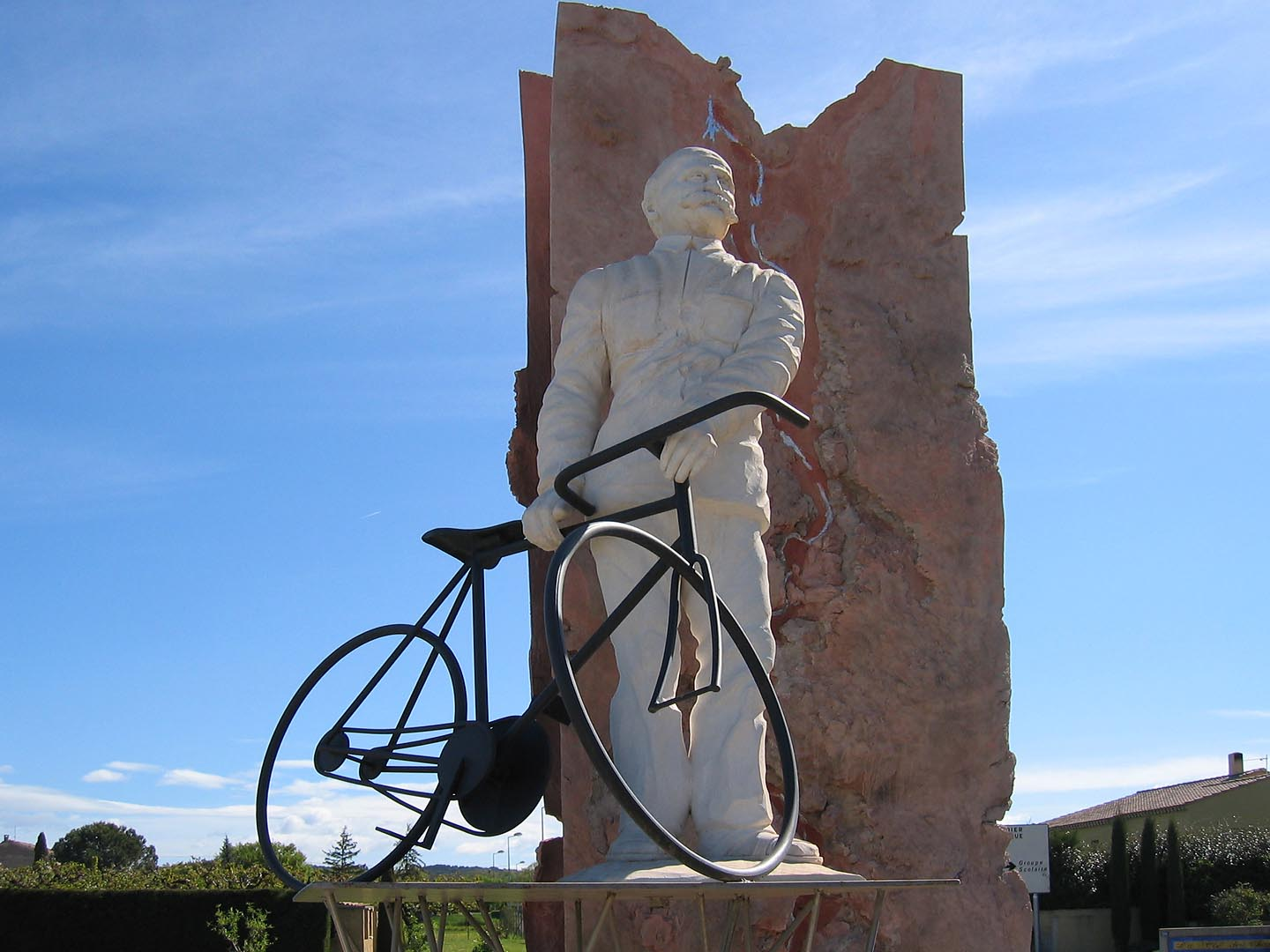
Monument à Vélocio, à la sortie de Pernes-les-Fontaines

Selon le souhait de son créateur, « la course n'est que le moyen de mettre en évidence le caractère indéniablement pratique des divers changements de vitesse… nous désirons faire une démonstration publique de la valeur des divers systèmes, et non pas d'un système. »
Paul de Vivie, alias Vélocio, constata avec plaisir le succès de l'épreuve dans sa revue Le Cycliste. En considérations finales, Louis Roudaire déclara : « cette épreuve a eu le mérite de révéler la polymultiplication comme pratique, utile… si cela était toutefois nécessaire. »Source : extraits de la revue Le Cycliste, mai 1963. Le Trophée des grimpeurs se courait sur une distance de 66,4 km pour l'épreuve Dames et de 133,9 km pour l'épreuve hommes.

## Évolution
Dans les années 60, le parcours fut modifié. On prit alors à gauche sur les hauteurs de l'Hautil vers Triel sur Seine et retour par les zones agricoles de ce village. Vers 1975 retour au circuit d'origine  avec la descente de la Gueule Rouge, mais les organisateurs ajoutèrent une nouvelle ascension, la côte d'Andrésy, difficulté à 16 % de moyenne sur 200 mètres. On reviendra à Chanteloup en débouchant prés de la mairie et ainsi la longue ligne droite en faux plat menant au bourg sera occultée.  
Après guerre, avant la course de l'après midi réservée aux professionnels, se déroulait de bon matin une course cyclo-sportive, dans laquelle était admise des tandems. Une initiative originale se mettra en place au retour de l'épreuve à Chanteloup. En effet tout cycliste, même non licencié pouvait participer au Brevet de Grimpeur Parisien. 
Cette course était extrêmement populaire auprès des cyclistes du dimanche. Des coureurs de 1ère catégorie amateur, dont quelques futurs professionnels, côtoyaient ce jour-là de modestes coursiers sans références. Ces derniers, s'ils avaient accompli les quatre tours de circuit en moins d'une heure et demie, se voyaient décerner à l'arrivée un diplôme signifiant leur performance. 
Cette course faisait donc la part belle aux grimpeurs : ainsi plusieurs grands champions s'illustrèrent sur cette course. René Vietto s'imposa en 1938, Raphaël Géminiani gagna quant à lui l'épreuve en 1950 et 1951 et Jean Robic sortit vainqueur de l'édition 1952.   
On peut également retenir que l'un des plus beaux duels que l'on connut sur les coteaux de l'Hautil opposa en 1979 Bernard Hinault, champion de France en titre, au champion néerlandais Joop Zoetemelk. C'est ce dernier au bout d'une bataille épique qui s'imposa.  
Cette course lors de son déplacement à Argenteuil fut classée en 2005 par l'UCI dans l'UCI Europe Tour en catégorie 1.1.  Philippe Gilbert alors coureur à La Française des Jeux remporta cette édition. Le Trophée des Grimpeurs était également inscrit comme épreuve comptant pour la Coupe de France de cyclisme hommes. 
En 2009, la municipalité de Sannois met fin à son partenariat avec la course. La ville d'Argenteuil prend le relais pour cette édition. En 2010, la municipalité d'Argenteuil décide à son tour de ne pas subventionner le Trophée des grimpeurs, qui est par conséquent annulé. 
La course, à la recherche d'un nouveau circuit mais surtout d'un nouveau sponsor, n'a plus été organisée depuis cette dernière édition.
Dans le milieu des années 60 fut créé par la Pédale Conflanaise le cyclo-cross de la Polymultipliée en référence aux pentes de la course sur route de Chanteloup les Vignes. En 1968,la course fut remportée par Walter Ricci devant son équipier de chez Mercier Raymond Poulidor. Cette édition fut disputée sous la neige. À l'affiche de la course figuraient de nombreux coureurs sur route dont le quintuple vainqueur du Tour de France Jacques Anquetil. Cette épreuve fut également la dernière que disputa le populaire Jean Robic, également ancien lauréat du Tour. Notre homme avait relevé un défi lancé par des amis lors de l'édition précédente, car cet être fantasque n'avait pas couru officiellement depuis plusieurs années et selon lui les pentes à gravir n'étaient qu'une histoire de braquets. Hélas la suite allait lui donner tort et sa course ne fut qu'un calvaire. Robic avait pour l'occasion pris une licence au C.C Kremlin Bicêtre et portait pour l'occasion les couleurs de son ami Jean de Gribaldy. Robic ne franchira pas la ligne d'arrivée. Epuisé et nettement distancé il n'eut pas la force de se faufiler entre les spectateurs qui avaient assisté aux arrivées des premiers et qui descendaient vers le village.

## Palmarès
| Année                 | Vainqueur                 | Deuxième                  | Troisième                      |
| --------------------- | ------------------------- | ------------------------- | ------------------------------ |
| Polymultipliée        |                           |                           |                                |
| 1913                  | Georges Fusier            | Eugène Philippe           | José Pelletier                 |
| 1914                  | Eugène Christophe         | Fernand Grange            | Pannier                        |
| 1915-1920             | Pas organisé              | Pas organisé              | Pas organisé                   |
| 1921                  | Georges Habert            | Victor Philippe           | Eugène Erpelding               |
| 1922                  | Fernand Canteloube        | Georges Davoine (en)      | Georges Wambst                 |
| 1923                  | Charles Lacquehay         | Jean Brunier              | Charles Pélissier              |
| 1924                  | Pierre Bachellerie        | Joseph Maurel             | Antoine Cordero                |
| 1925                  | Georges Davoine (en)      | Pruvost                   | Charles Dumont                 |
| 1926                  | Pierre Bachellerie        | Henri Sausin              | Roger Pipoz                    |
| 1927                  | Pierre Bachellerie        | Charles Parel (en)        | Charles Dumont                 |
| 1928                  | Joseph Normand            | Francis Bouillet          | Louis Vapaille                 |
| 1929                  | Joseph Normand            | Roland Guitton            | Marcel Mazeyrat                |
| 1930                  | Eugène Faure              | Marcel Mazeyrat           | Léon Fichot                    |
| 1931                  | Marcel Mazeyrat           | Eugène Faure              | Auguste Pitte (en)             |
| 1932                  | Léon Fichot               | François Ondet            | Jean Montpied                  |
| 1933                  | Jean Montpied             | Marcel Mazeyrat           | Ludwig Geyer                   |
| 1934                  | Marcel Mazeyrat           | Albert Gabard             | Paul Egli                      |
| 1935                  | Léon Level                | Louis Minardi             | Jean Galle                     |
| 1936                  | André Auville             | Georges Roux              | Séverin Vergili                |
| 1937                  | Louis Thiétard            | Luigi Barral              | Benoît Faure                   |
| 1938                  | René Vietto               | Jean-Marie Goasmat        | Robert Godard                  |
| 1939                  | Lucien Le Guével          | Amédée Rolland            | Paul Rossier                   |
| 1940                  | Pas organisé              | Pas organisé              | Pas organisé                   |
| 1941                  | Jean-Marie Goasmat        | Georges Catte             | Jean-Jacques Lamboley          |
| 1942                  | Jean-Marie Goasmat        | Paul Rossier              | Bruno Carini                   |
| 1943                  | Amédée Rolland            | Jean-Marie Goasmat        | Albertin Dissaux               |
| 1944                  | Gaston Grimbert           | Manuel Huguet             | Amédée Rolland                 |
| 1945                  | Pas organisé              | Pas organisé              | Pas organisé                   |
| 1946                  | Pierre Baratin            | Fermo Camellini           | Auguste Mallet                 |
| 1947                  | Jean Blanc                | Georges Martin            | Gaston Rousseau                |
| 1948                  | Pierre Baratin            | Raymond Piètre            | Raphaël Géminiani              |
| 1949                  | Apo Lazaridès             | Georges Martin            | Alfredo Pasotti                |
| 1950                  | Raphaël Géminiani         | Marcel Ernzer             | Pierre Molinéris               |
| 1951                  | Raphaël Géminiani         | Wout Wagtmans             | Roger Buchonnet                |
| 1952                  | Jean Robic                | Wout Wagtmans             | Jésus Martinez                 |
| 1953                  | Antonin Canavèse          | Henri Bertrand            | Richard Van Genechten          |
| 1954                  | Richard Van Genechten     | Jean Robic                | Antonin Canavèse               |
| 1955                  | Valentin Huot             | Jean Cottalorda           | Maurice Lampre                 |
| 1956                  | Richard Van Genechten     | Valentin Huot             | Jacky Bovay (en)               |
| 1957                  | Louis Bergaud             | Maurice Lampre            | Serge David                    |
| 1958                  | Louis Bergaud             | Raymond Meyzenq           | Robert Cazala                  |
| 1959                  | René Pavard               | André Le Dissez           | Raymond Mastrotto              |
| 1960                  | René Vanderveken (nl)     | Marcel Queheille          | Louis Bergaud                  |
| 1961                  | Edouard Bihouée           | Simon Le Borgne           | Gilbert Salvador               |
| 1962                  | Louis Rostollan           | Jean-Claude Lebaube       | Raymond Mastrotto              |
| 1964                  | André Le Dissez           | Robert Cazala             | Jean-Claude Lebaube            |
| 1965-1966             | Pas organisé              | Pas organisé              | Pas organisé                   |
| 1967                  | Julio Jiménez             | Paul Gutty                | Raymond Poulidor               |
| 1968                  | Jean Jourden              | Julio Jiménez             | Gilles Locatelli               |
| 1969                  | Raymond Delisle           | Antoon Houbrechts         | Alain Vasseur                  |
| 1970                  | Lucien Aimar              | Joseph Bruyère            | Robert Bouloux                 |
| Trophée des grimpeurs |                           |                           |                                |
| 1972                  | Joop Zoetemelk            | Jacques Botherel          | Jean-Pierre Danguillaume       |
| 1973                  | Luis Ocaña                | Joop Zoetemelk            | Cyrille Guimard                |
| 1974                  | Jean-Pierre Danguillaume  | Juan Zurano               | Roger Pingeon                  |
| 1975                  | Antoine Gutierez          | Bernard Labourdette       | Firmino Bernardino             |
| 1976                  | Lucien Van Impe           | Bernard Vallet            | Michel Laurent                 |
| 1977                  | Raymond Delisle           | Michel Le Denmat          | Pierre-Raymond Villemiane      |
| 1979                  | Joop Zoetemelk            | Pierre-Raymond Villemiane | Gilbert Chaumaz                |
| 1980                  | Raymond Martin            | Régis Ovion               | Robert Millar                  |
| 1981                  | Dominique Celle           | Jean Chassang             | Jan Nevens                     |
| 1982                  | Pierre-Raymond Villemiane | Bernard Vallet            | Raymond Martin Christian Corre |
| 1983                  | Kim Andersen              | Régis Clère               | Christian Corre                |
| 1984                  | Marc Madiot               | Laurent Fignon            | Kim Andersen                   |
| 1985                  | Martial Gayant            | Yvon Madiot               | Bruno Wojtinek                 |
| 1986                  | Éric Caritoux             | Jacques Decrion           | Gilles Sanders                 |
| 1987                  | Charles Bérard            | Gilles Sanders            | Denis Leproux                  |
| 1988                  | Stefan Morjean            | Fabrice Philipot          | Luc Leblanc                    |
| 1989                  | Henri Abadie              | Denis Roux                | Jérôme Simon                   |
| 1990                  | Luc Roosen                | Laurent Madouas           | Luc Leblanc                    |
| 1991                  | Atle Kvålsvoll            | Richard Virenque          | Marc Madiot                    |
| 1992                  | Marc Madiot               | Richard Virenque          | François Lemarchand            |
| 1993                  | Thierry Claveyrolat       | Didier Rous               | Éric Caritoux                  |
| 1994                  | Richard Virenque          | Scott Sunderland          | Didier Rous                    |
| 1995                  | Armand de Las Cuevas      | Emmanuel Magnien          | Richard Virenque               |
| 1996                  | Stéphane Heulot           | Riccardo Forconi          | Laurent Desbiens               |
| 1997                  | Davide Rebellin           | Mauro Gianetti            | Laurent Roux                   |
| 1998                  | Pascal Hervé              | Laurent Desbiens          | Christophe Agnolutto           |
| 1999                  | Laurent Roux              | Bobby Julich              | Christopher Jenner             |
| 2000                  | Patrice Halgand           | Christophe Moreau         | Walter Bénéteau                |
| 2001                  | Didier Rous               | Laurent Brochard          | David Moncoutié                |
| 2002                  | Sylvain Chavanel          | Laurent Paumier           | Franck Bouyer                  |
| 2003                  | Didier Rous               | Marlon Pérez              | Jérôme Pineau                  |
| 2004                  | Christophe Moreau         | Philippe Gilbert          | Jérôme Pineau                  |
| 2005                  | Philippe Gilbert          | Yoann Le Boulanger        | Nicolas Inaudi                 |
| 2006                  | Didier Rous               | Philippe Gilbert          | Tristan Valentin               |
| 2007                  | Anthony Geslin            | Maxime Méderel            | Sylvain Chavanel               |
| 2008                  | David Le Lay              | Steve Chainel             | Gianni Meersman                |
| 2009                  | Thomas Voeckler           | Anthony Geslin            | Nicolas Jalabert               |